# Ель-Бейда (Ємен)
Аль-Бейда (араб. البيضاء) — місто в Ємені. Адміністративний центр однойменної мугафази Аль-Бейда.

## Географія
Розташоване на південному заході центральної частини країни, за 210 км на південь від Сани і за 143 км на північний схід від Адена. Місто знаходиться на висоті 1865 м над рівнем моря, у долині ваді Бана, на схилах гори Джабаль-аль-Ар. Долина в околицях міста відрізняється своєю родючістю.

## Населення
За даними на 2013 рік чисельність населення міста становила 34 419 осіб .
 Динаміка чисельності населення міста по роках: 
| 1994  | 2004  | 2013  |
| ----- | ----- | ----- |
| 19294 | 29059 | 34419 |

## Транспорт
Аль-Бейда знаходиться на перетині гірських доріг. Є невеликий аеропорт.